# ミケーレ・サンミケーリ

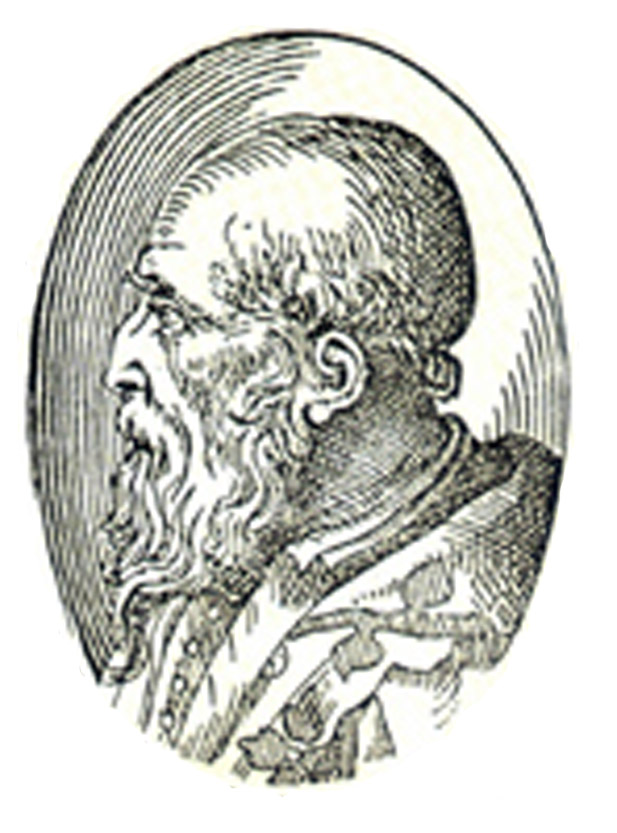
ミケーレ・サンミケーリ

ミケーレ・サンミケーリ（Michele Sanmicheli、1484年 - 1559年）は、ヴェローナの主導的建築家、軍事技術者。重厚で要塞的な作品が多く、繊細なアンドレア・パラーディオの作品と対比される。

## 生涯
1484年、建築家の息子として生まれ、彼自身の手記によれば1500年頃にローマに移住した。1509年にオルヴィエート大聖堂の監督官となり、ローマ略奪が行われるまでその職務を担当した。1526年、教皇クレメンス7世に任命され、アントニオ・ダ・サンガッロ・イル・ジョヴァネとともにパルマとピアチェンツァ、ヴェネツィアの要塞視察に赴いた。当時、ヴェネツィア共和国は神聖ローマ帝国やスペイン、フランスなどのほか、コンスタンティノープルを占領したトルコの脅威にも曝されていたため、彼はヴェネツィア領のダルマティア、クレタ島、コルフ島の要塞を強化し、ポルタ・ヌーヴォ（1533年、ヴェローナ）、サンタンドレア・デル・リード（1535年、ヴェネツィア）、ポルタ・パーリオ（1548年、ヴェローナ）などの設計管理を行った。
彼は、これらの要塞建築の他にも幾つかの建築を遺した。ヴェローナでの建築活動の初期にあたるサン・ベルナルディーノ聖堂のペッレグリーニ礼拝堂（1526年頃）は、未完のまま他の人間に施行をゆだねられたが、パラッツォ・ポンペイとパラッツォ・カノッサは、彼の建築思想を体現している。これらの建築の設計時期ははっきりしないものの、ヴェローナ移住後すぐに関わったものと考えられている。その正面は、ドナト・ブラマンテ設計の『ラファエロの家』を模倣したものであるが、いくぶんマニエリスムの影響も感じられる。
彼は、1559年に、ブラマンテの設計したテンピエットをモデルにしたマドンナ・ディ・カンパーニャ聖堂の設計を行った。彼の最後の作品はヴェローナの円筒形の教会だった。サンミケーリは、同年の秋に死去している。